# قوارلی
قوارلی (به گرجی: ყვარელი) شهرکی در استان کاختی گرجستان است. جمعیت این شهرک، طبق سرشماری سال ۲۰۱۴ میلادی برابر با ۷٬۷۳۹ نفر بوده‌است. این شهرک در نزدیکی دامنه‌های کوهستانی ناحیه قفقاز بزرگ واقع شده‌است. این شهرک محل تولد ایلیا چاوچاوادزه است. از خانه ایلیا چاوچاوادزه هم‌اکنون به صورت یک موزه محلی حفاظت می‌شود.

## مشاهیر
- ایلیا چاوچاوادزه